# Цуцнів
Цуцнів (у 1958—2025 роках — Петрове) — село в Україні, у Поромівській сільській територіальній громаді Володимирського району Волинської області. Населення становить 238 осіб.

## Історія
Перша письмова згадка походить з грамоти 1376 року, коли князь Юрій Холмський подарував село Цуцнево церкві Пресвятої Богоматері у Холмі.
У 1906 році село Цуцнів Хотячівської волості Володимир-Волинського повіту Волинської губернії. Відстань від повітового міста 24 верст, від волості 15. Дворів 108, мешканців 697.
У 1958 р. село перейменоване радянською владою на честь Героя Радянського Союзу, заступника політрука 7-ї прикордонної застави 90-го Володимир-Волинського прикордонного загону Українського прикордонного округу військ НКВС СРСР сержанта Василя Васильовича Петрова, що загинув 22 червня 1941 року неподалік села.
12 червня 2020 року, відповідно до розпорядження Кабінету Міністрів України № 708-р «Про визначення адміністративних центрів та затвердження територій територіальних громад Волинської області», увійшло до складу Поромівської сільської територіальної громади.
19 липня 2020 року, в результаті адміністративно-територіальної реформи та ліквідації  Іваничівського району, село увійшло до новоутвореного Володимир-Волинського району (від 18 липня 2022 Володимирського).
25 серпня 2023 року депутати Поромівської сільської ради прийняли рішення про повернення історичної назви селу Цуцнів. 16 листопада 2023 року Волинська обласна рада вирішила підтримати ініціативу жителів села Петрове та Поромівської сільської ради щодо перейменування села Петрове на село Цуцнів та затвердили подання до Верховної Ради України щодо перейменування населеного пункту. У травні 2025 року до Верховної Ради надійшов проєкт постанови № 13259 про перейменування. 15 червня 2025 року постанова про перейменування набула чинності.

## Населення
Згідно з переписом УРСР 1989 року чисельність наявного населення села становила 252 особи, з яких 98 чоловіків та 154 жінки.
За переписом населення України 2001 року в селі мешкало 230 осіб.
Мешканців села називають «цуцнівчанами», «цуцнівцями».

### Мова
Розподіл населення за рідною мовою за даними перепису 2001 року:
| Мова       | Відсоток |
| ---------- | -------- |
| українська | 99,58 %  |
| російська  | 0,42 %   |

## Відомі люди

### Народилися
- Степанюк Іван Васильович (1903—1934) — український радянський письменник.